# محمد بن رضی‌الدین سرخسی
محمد بن رضی‌الدین سرخسی از بزرگان و فقیهان مسلمان سرخسی بود. وی مدتی در حلب اقامت گزید و سپس به دمشق رفت و در سال ۵۴۴ هجری قمری در دمشق سوریه درگذشت.

## آثار (تألیفی)
- کتاب محیط الرضوی در فقه ۴۰ جلد
- کتاب طریقه الرضویه